# پیروز دوم
پیروز دوم (به پارسی میانه: 𐭯𐭩𐭫𐭥𐭰؛ نویسه‌گردانی به انگلیسی: pērōz؛ نویسه‌گردانی به فارسی: پیروئوزَت) یا گشنسپ یا گشسب بنده یا جشنسده، حدوداً در سال ۶۳۰ میلادی، بعد از بوران‌دخت و قبل از آزرمی‌دخت به مدت کوتاهی به پادشاهی ایرانشهر انتخاب شد. اما او هم نتوانست کاری از پیش ببرد و هرج‌ومرج، روز به روز زیادتر می‌شد و خزانه مملکت تهی شده بود و مردم در فقر و بدبختی به سر می‌بردند، از این رو او هم در سال ۶۳۱ از پادشاهی کناره گرفت.
طبری نوشته است که وی ساکن میسان بود و پدر پیروز، مهران جشنس نام داشت و مادر وی دختر یزداندار، پسر خسرو پرویز بوده است.
پیروز سری بزرگ داشت و چون تاج نهاد گفت، این تاج چه تنگ است و بزرگان این سخن را بفال بد گرفتند و پس از چند روز او را بکشتند.
بلعمی پیروز را یکی از نوادگان خسرو انوشیروان دانسته است:
پس کس دیگر طلب کردند و مردی یافتند، از فرزندان انوشیروان نام او فیروز بن مهران بود و مادرش مهان دخت بود، دختر یزداد بن انوشیروان.

## اختلاف در منابع
در کتاب آناهیتای پورداوود پس از پوراندخت از شاهی به نام جشسنده یا گشسب‌بنده نام برده شده است ولی در کتاب تاریخ باستانی ایران اثر پیرنیا پس از پوراندخت به شاهی گُشناسب‌بَردَه برادر خسرو سوم یا نوه هرمز چهارم اشاره شده است و بعد از او نوبت به پادشاهی آزرمیدخت و بعد از آزرمیدخت ابتدا هرمز پنجم سپس خسرو چهارم و سپس پیروز دوم آمده است و بدین ترتیب گشناسب‌برده یا گشسب‌بنده با پیروز دوم یکی دانسته نشده است.